# Sposób na teściową
Sposób na teściową (Monster-in-Law) – amerykańska komedia romantyczna z 2005 roku.

## Fabuła
Po latach szukania tego jedynego, Charlotte „Charlie” Cantilini znalazła wreszcie mężczyznę swych marzeń, Kevina Fieldsa. Odkryła jednak, że jego matka, Viola, jest kobietą jej koszmarów. Niedawno zwolniona z telewizji dziennikarka i prezenterka zaczęła się obawiać, że straci syna tak samo jak karierę. Postanowiła odstraszyć swoją przyszłą synową, stając się najgorszą z możliwych teściowych. Podczas gdy asystentka Violi, Ruby, starała się wspierać w wykonaniu planu swej pracodawczyni, Charlie zdecydowała się bronić. Rękawiczki zostały zdjęte tylko po to by pokazać która z pań jest osobnikiem alpha.

## Obsada
- Jennifer Lopez jako Charlotte „Charlie” Cantilini-Fields, synowa Violi
- Jane Fonda jako Viola Fields, teściowa Charlotte i matka Kevina
- Michael Vartan jako Kevin Fields, syn Violi i mąż Charlotte
- Wanda Sykes jako Ruby, asystentka Violi
- Adam Scott jako Remy, gej i przyjaciel Charlotte
- Annie Parisse jako Morgan, przyjaciółka Charlotte
- Monet Mazur jako Fiona, była dziewczyna Kevina
- Will Arnett jako Kit, przyjaciel Charlotte
- Elaine Stritch jako Gertrude Fields, teściowa Violi